# Tour de Suisse 1998
Die 62. Tour de Suisse fand vom 16. bis 25. Juni 1998 statt. Sie wurde in neun Etappen und einem Prolog über eine Distanz von 1504 Kilometern ausgetragen.
Gesamtsieger wurde Stefano Garzelli. Die Rundfahrt startete in Biel mit einem Prolog über 5,6 Kilometer und endete in Bern. Insgesamt gingen 159 Fahrer in Biel an den Start. Von ihnen kamen 86 in Bern ins Ziel.

## Etappen
| Etappe    | Tag      | Start – Ziel              | km         | Etappensieger    | Gesamtwertung    |
| --------- | -------- | ------------------------- | ---------- | ---------------- | ---------------- |
| Prolog    | 16. Juni | Biel – Biel               | 5,6 (EZF)  | Laurent Jalabert | Laurent Jalabert |
| 1. Etappe | 17. Juni | Biel – Villars-sur-Ollon  | 182,2      | Davide Rebellin  | Davide Rebellin  |
| 2. Etappe | 18. Juni | Aigle – Ulrichen          | 159,1      | Markus Zberg     | Davide Rebellin  |
| 3. Etappe | 19. Juni | Ulrichen – Varese         | 208,8      | Laurent Jalabert | Davide Rebellin  |
| 4. Etappe | 20. Juni | Varese – Lenzerheide/Lai  | 225,8      | Stefano Garzelli | Davide Rebellin  |
| 5. Etappe | 21. Juni | Lenzerheide – Lenzerheide | 156,1      | Stefano Garzelli | Davide Rebellin  |
| 6. Etappe | 22. Juni | Haag – Morschach          | 162,3      | Wladimir Duma    | Stefano Garzelli |
| 7. Etappe | 23. Juni | Brunnen – Huttwil         | 182,1      | Niki Aebersold   | Stefano Garzelli |
| 8. Etappe | 24. Juni | Ittigen – Ittigen         | 29,4 (EZF) | Laurent Jalabert | Stefano Garzelli |
| 9. Etappe | 25. Juni | Bern – Bern               | 193        | Niki Aebersold   | Stefano Garzelli |